# 托马斯·汉密尔顿 (篮球运动员)
托马斯·撒迪厄斯·汉密尔顿（英語：Thomas Thaddeus Hamilton，1975年4月3日—）為美国男子篮球运动员。

## 外部連結
- 托马斯·汉密尔顿在fiba.basketball（英语）
- 托马斯·汉密尔顿在NBA官網（英语）
- 托马斯·汉密尔顿在Basketball-Reference.com（NBA）（英语）
- 托马斯·汉密尔顿在Basketball-Reference.com（NBA G聯盟）（英语）
- 托马斯·汉密尔顿在Eurobasket.com（球員）（英语）
- 托马斯·汉密尔顿在Proballers（英语）
- 托马斯·汉密尔顿在RealGM（球員）（英语）